# Philactis
Philactis, biljni rod od 4 vrste polugrmova ili grmova iz porodice Compositae, dio je podtribusa Zinniinae, tribus Heliantheae
.
Tri vrste su meksički endemi, a jedna se iz Meksika širi u Gvatemalu.

## Vrste
1. Philactis fayi A.M.Torres
2. Philactis liebmannii (Klatt) S.F.Blake, Meksiko, Gvatemala
3. Philactis nelsonii (Greenm.) S.F.Blake
4. Philactis zinnioides Schrad.

## Sinonimi
- Grypocarpha Greenm.; Sarg., Trees & Shrubs, 145 (1903)
- Sanvitaliopsis Sch.Bip. ex Benth. & Hook.f.; Gen. 2: 357 (1873)